# Saint-Samson (Calvados)
Pour les articles homonymes, voir Saint-Samson.
Saint-Samson est une commune française, située dans le département du Calvados en région Normandie, peuplée de 313 habitants.

## Géographie

### Localisation
La commune est aux confins du pays d'Auge et de la  plaine de Caen. Son bourg est à 2 km à l'est de Troarn et à 11 km au sud-ouest de Dozulé.
| Basseneville, Troarn (comm. ass. de Bures-sur-Dives) | Basseneville            | Basseneville  |
| Troarn                                               | Saint-Samson            | Basseneville  |
| Troarn                                               | Saint-Pierre-du-Jonquet | Hotot-en-Auge |

### Hydrographie
La commune est située dans le bassin Seine-Normandie. Elle est drainée par la Dives, le canal du Domaine, le canal Oursin, un bras 01 de l'Eglise et un bras de la Dives,,.
La Dives, d'une longueur de 105 km, prend sa source dans la commune de Gouffern en Auge et se jette  dans la baie de Seine en limite de Cabourg et de Dives-sur-Mer, après avoir traversé 34 communes. 
Le canal Oursin, un canal, chenal et un cours d'eau naturel non navigable d'une longueur de 17 km, prend sa source dans la commune d'Émiéville et se jette  dans le Grand Canal à Brucourt, après avoir traversé sept communes. 

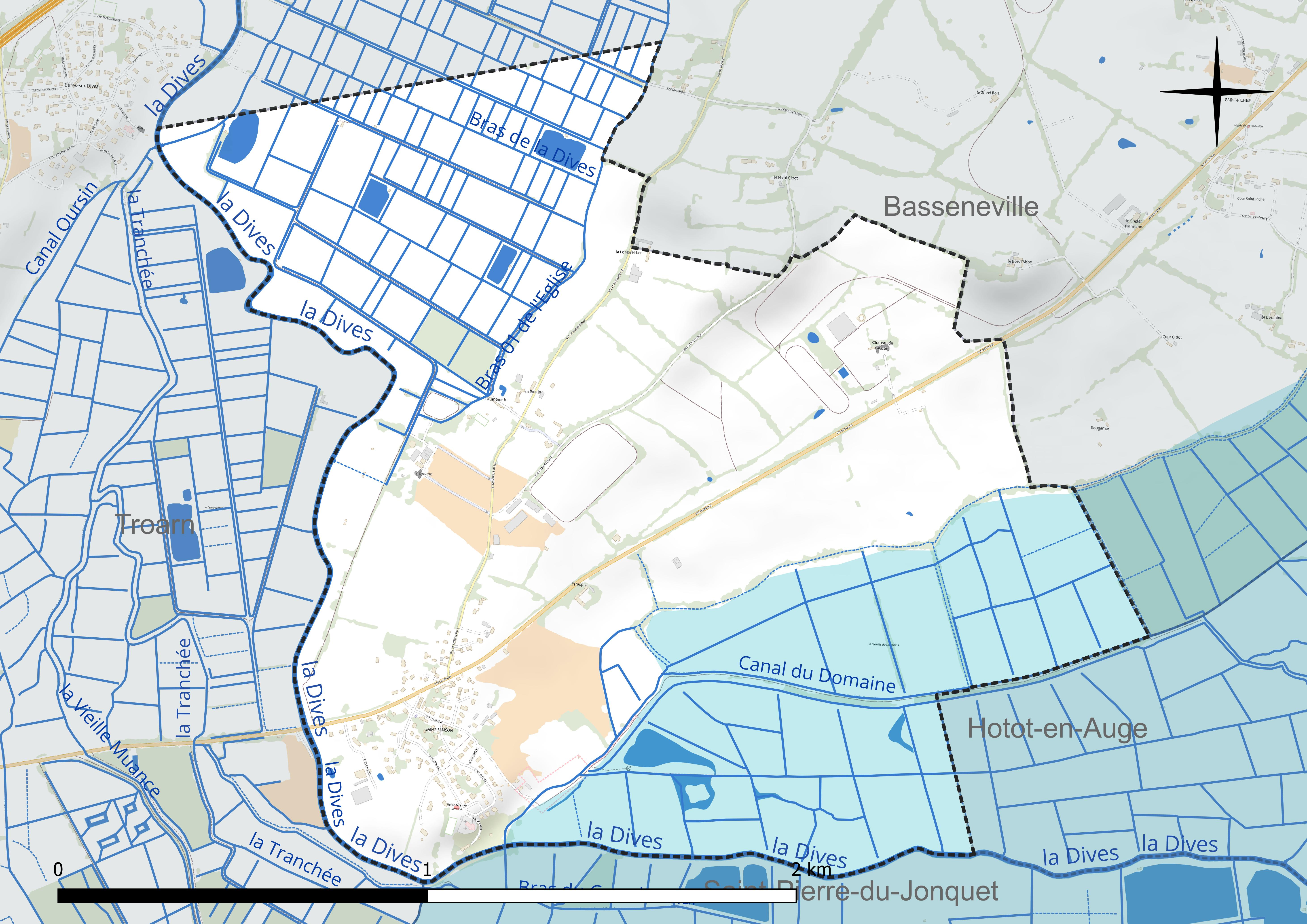
Réseau hydrographique de Saint-Samson.

### Climat
Pour des articles plus généraux, voir Climat de la Normandie et Climat du Calvados.
En 2010, le climat de la commune est de type climat océanique altéré, selon une étude du CNRS s'appuyant sur une série de données couvrant la période 1971-2000. En 2020, Météo-France publie une typologie des climats de la France métropolitaine dans laquelle la commune est exposée à un climat océanique et est dans la région climatique  Normandie (Cotentin, Orne), caractérisée par une pluviométrie relativement élevée (850 mm/a) et un été frais (15,5 °C) et venté. Parallèlement le GIEC normand, un groupe régional d'experts sur le climat, différencie quant à lui, dans une étude de 2020, trois grands types de climats pour la région Normandie, nuancés à une échelle plus fine par les facteurs géographiques locaux. La commune est, selon ce zonage, exposée à un « climat des plateaux abrités », correspondant à la plaine agricole de Caen à Falaise, sous le vent des collines de Normandie et proche de la mer, se caractérisant par une pluviométrie et des contraintes thermiques modérées.
Pour la période 1971-2000, la température annuelle moyenne est de 10,9 °C, avec une amplitude thermique annuelle de 12 °C. Le cumul annuel moyen de précipitations est de 687 mm, avec 11,5 jours de précipitations en janvier et 7,3 jours en juillet. Pour la période 1991-2020, la température moyenne annuelle observée sur la station météorologique la plus proche, située sur la commune d'Argences à 6 km à vol d'oiseau, est de 11,6 °C et le cumul annuel moyen de précipitations est de 742,9 mm,. Pour l'avenir, les paramètres climatiques de la commune estimés pour 2050 selon différents scénarios d'émission de gaz à effet de serre sont consultables sur un site dédié publié par Météo-France en novembre 2022.

## Urbanisme

### Typologie
Au 1er janvier 2024, Saint-Samson est catégorisée commune rurale à habitat dispersé, selon la nouvelle grille communale de densité à 7 niveaux définie par l'Insee en 2022.
Elle est située hors unité urbaine. Par ailleurs la commune fait partie de l'aire d'attraction de Caen, dont elle est une commune de la couronne,. Cette aire, qui regroupe 296 communes, est catégorisée dans les aires de 200 000 à moins de 700 000 habitants,.

### Occupation des sols
L'occupation des sols de la commune, telle qu'elle ressort de la base de données européenne d'occupation biophysique des sols Corine Land Cover (CLC), est marquée par l'importance des territoires agricoles (92,5 % en 2018), en diminution par rapport à 1990 (99,7 %). La répartition détaillée en 2018 est la suivante : 
prairies (92,5 %), zones urbanisées (7,2 %), forêts (0,3 %). L'évolution de l'occupation des sols de la commune et de ses infrastructures peut être observée sur les différentes représentations cartographiques du territoire : la carte de Cassini (XVIIIe siècle), la carte d'état-major (1820-1866) et les cartes ou photos aériennes de l'IGN pour la période actuelle (1950 à aujourd'hui).

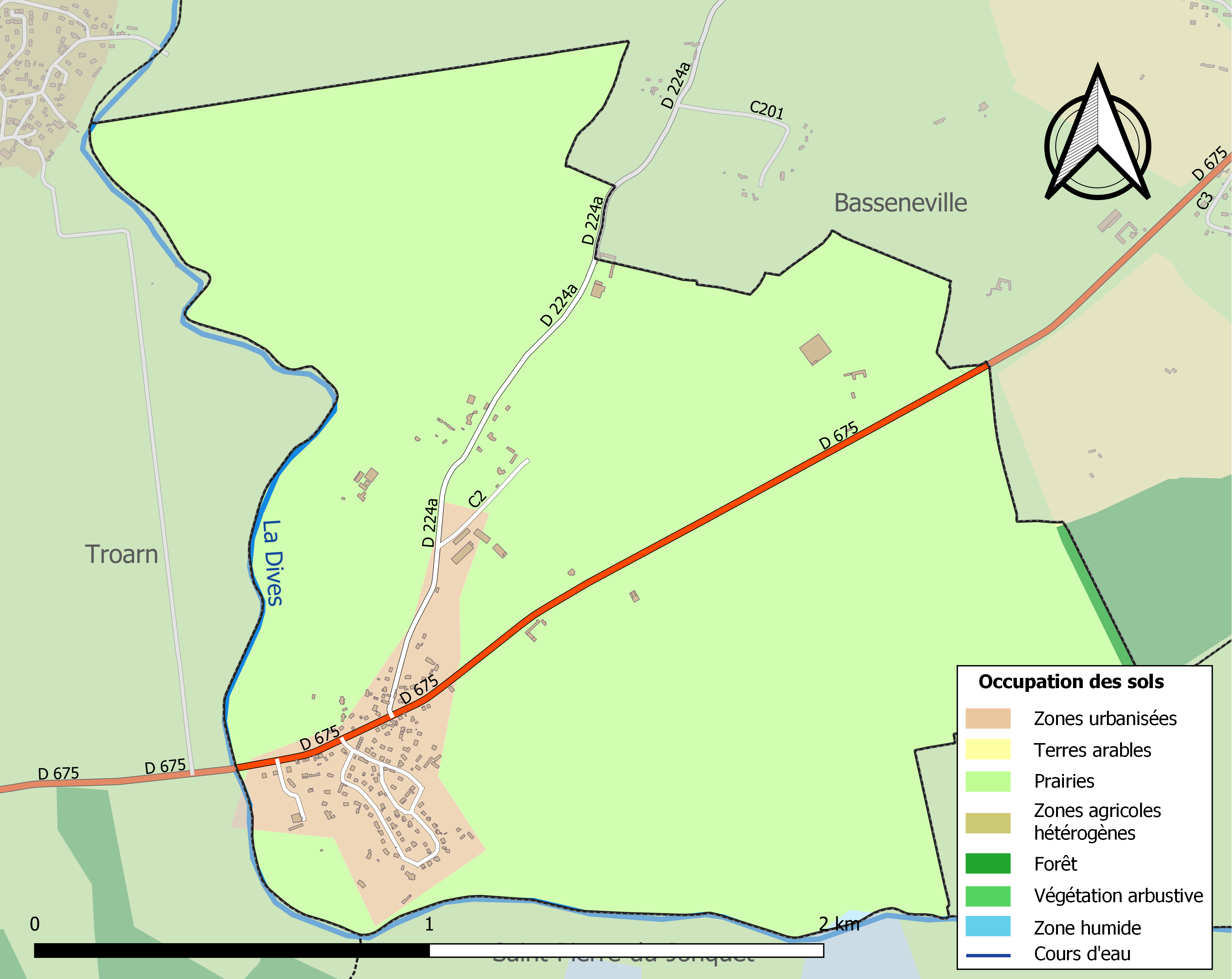
Carte des infrastructures et de l'occupation des sols de la commune en 2018 (CLC).

## Toponymie
L'hagiotoponyme de la localité est attesté sous la forme de S. Sansone en 1059.
La paroisse était dédiée à Samson, évêque de Dol au VIe siècle, qui a également donné son nom à d'autres paroisses puis communes de l'Ouest de la France.
Le gentilé est Saint-Samsonnais.

## Histoire
Saint-Samson est qualifié de bourg (burgus) dans les chartes du XIIe siècle. Il est probable que le monastère de Rotmou, cité dans Vita Samsonis, fut fondé sur le territoire de la commune par Samson de Dol.

## Politique et administration
| Période                                  | Période   | Identité         | Étiquette | Qualité                       |
| ---------------------------------------- | --------- | ---------------- | --------- | ----------------------------- |
| mars 1977                                | mars 2001 | Robert Bidgrain  | DVD       |                               |
| mars 2001                                | mai 2020  | Danielle Cotigny | SE        |                               |
| mai 2020                                 | En cours  | Daniel Roussel   | SE        | Cadre de l'industrie retraité |
| Les données manquantes sont à compléter. |           |                  |           |                               |

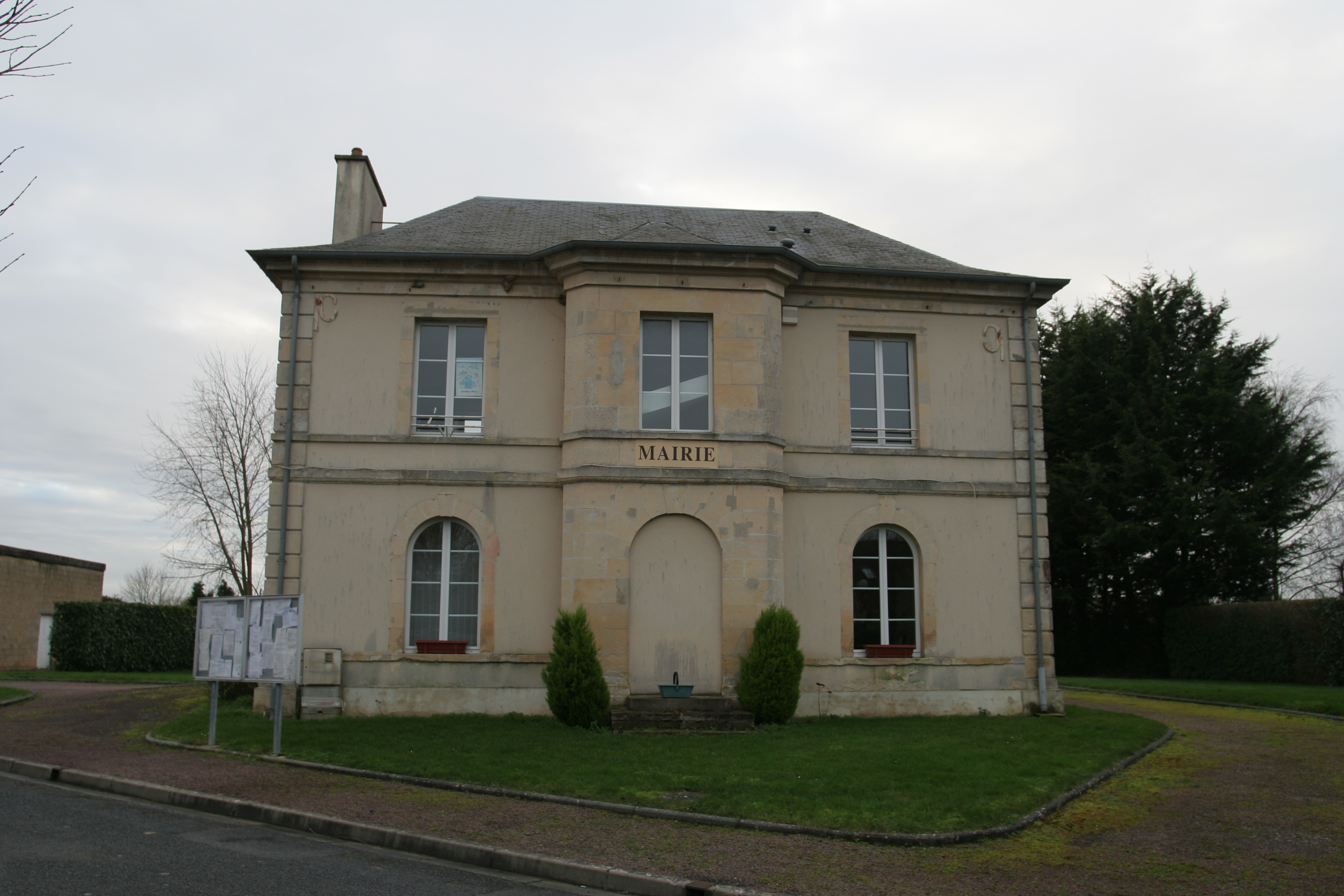
La mairie.

Le conseil municipal est composé de onze membres dont le maire et deux adjoints.

## Démographie
L'évolution du nombre d'habitants est connue à travers les recensements de la population effectués dans la commune depuis 1793. Pour les communes de moins de 10 000 habitants, une enquête de recensement portant sur toute la population est réalisée tous les cinq ans, les populations de référence des années intermédiaires étant quant à elles estimées par interpolation ou extrapolation. Pour la commune, le premier recensement exhaustif entrant dans le cadre du nouveau dispositif a été réalisé en 2004.
En 2022, la commune comptait 313 habitants, en évolution de +2,62 % par rapport à 2016 (Calvados : +1,58 %, France hors Mayotte : +2,11 %).
Saint-Samson a compté jusqu'à 349 habitants en 2004.
| 1793 | 1800 | 1806 | 1821 | 1831 | 1836 | 1841 | 1846 | 1851 |
| ---- | ---- | ---- | ---- | ---- | ---- | ---- | ---- | ---- |
| 156  | 168  | 163  | 207  | 206  | 211  | 219  | 216  | 187  |

| 1856 | 1861 | 1866 | 1872 | 1876 | 1881 | 1886 | 1891 | 1896 |
| ---- | ---- | ---- | ---- | ---- | ---- | ---- | ---- | ---- |
| 176  | 202  | 168  | 175  | 154  | 173  | 163  | 142  | 148  |

| 1901 | 1906 | 1911 | 1921 | 1926 | 1931 | 1936 | 1946 | 1954 |
| ---- | ---- | ---- | ---- | ---- | ---- | ---- | ---- | ---- |
| 137  | 152  | 145  | 143  | 129  | 123  | 131  | 126  | 153  |

| 1962 | 1968 | 1975 | 1982 | 1990 | 1999 | 2004 | 2006 | 2009 |
| ---- | ---- | ---- | ---- | ---- | ---- | ---- | ---- | ---- |
| 196  | 189  | 200  | 211  | 317  | 322  | 349  | 348  | 337  |

| 2014 | 2019 | 2022 | - | - | - | - | - | - |
| ---- | ---- | ---- | - | - | - | - | - | - |
| 316  | 313  | 313  | - | - | - | - | - | - |

## Culture locale et patrimoine

### Lieux et monuments
- Église Saint-Samson (XVIIe).
- Mairie (XVIIIe) en pierre de Caen.
- Château de Gassard.
- Manoir de la Brousse.
- Réserve ornithologique (marais de la Dives).
- Panorama sur le marais de la Dives.

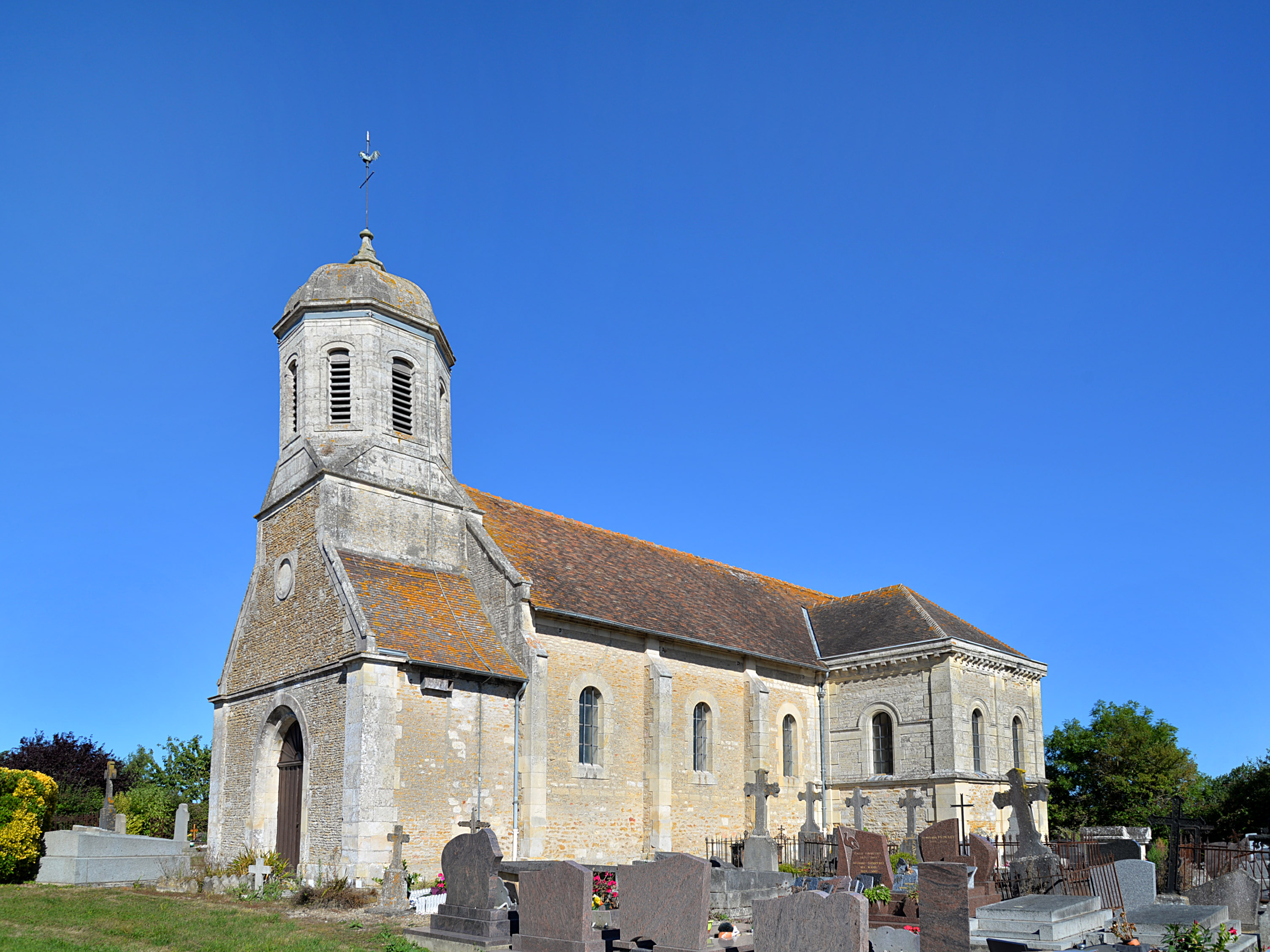
L'église Saint-Samson.
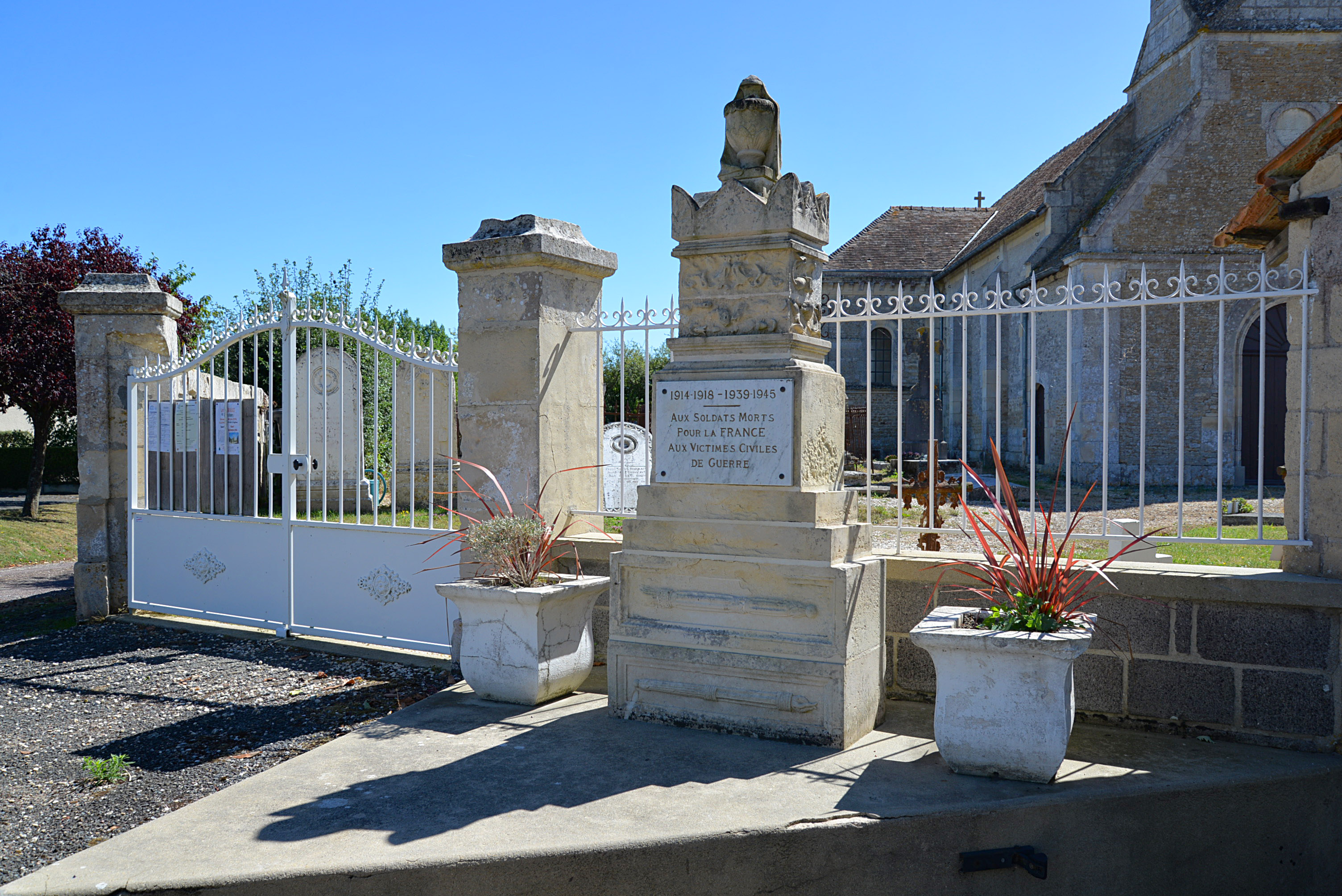
Le monument aux morts.
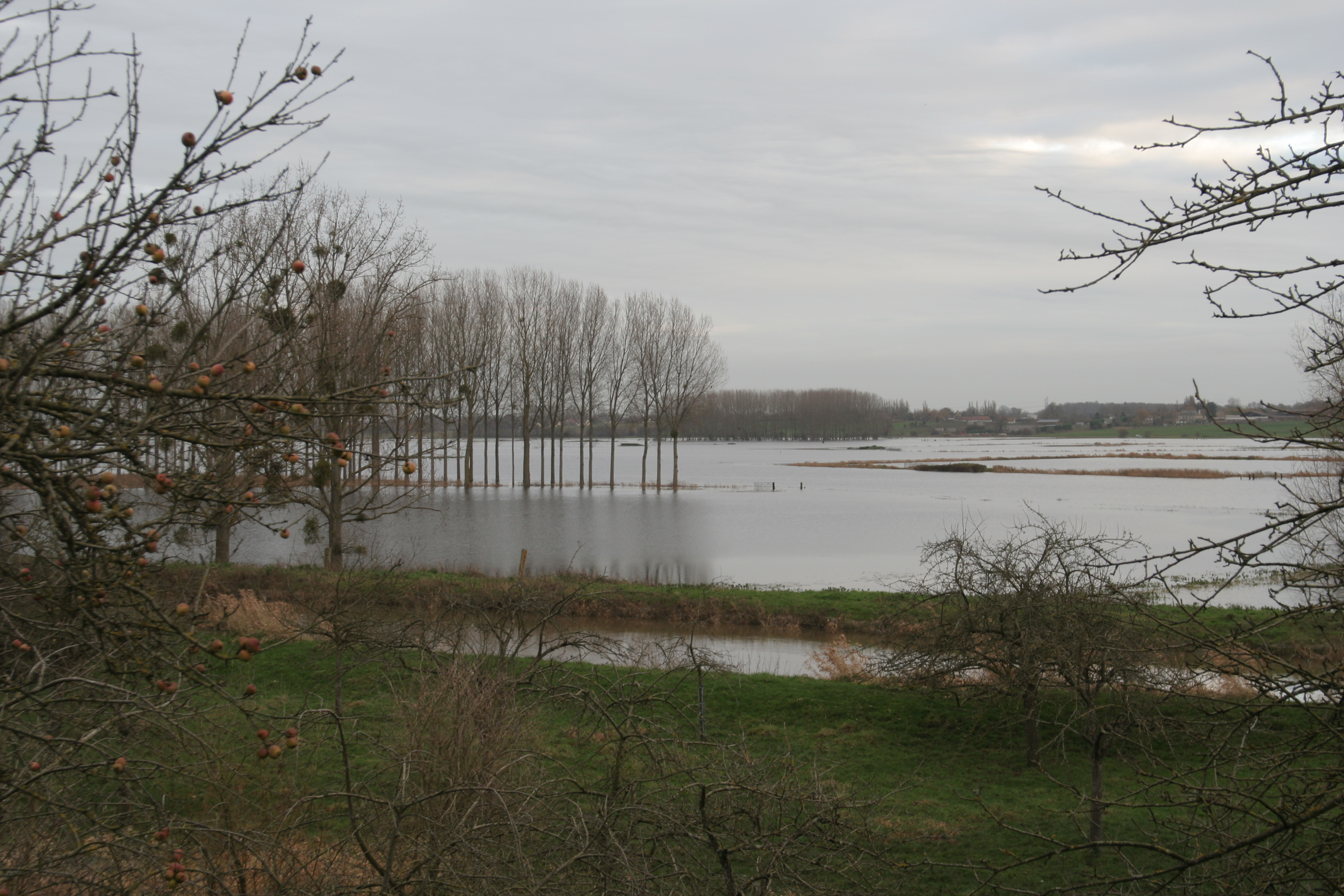
Les marais de la Dives en hiver.

### Personnalités liées à la commune
- Gaston Sébire (1920 à Saint-Samson-2001), artiste-peintre.

### Héraldique
| Blason de Saint-Samson | Blason  | Tiercé en pairle renversé : au 1er de gueules à deux léopards d'or, armés et lampassés d'azur, l'un sur l'autre, au 2e de gueules à un serpent d'or ondoyant en bande et adextré d'une crosse du même, au 3e d'argent à deux bouquets de trois roseaux à massettes au naturel, posés en bande à dextre et en barre à senestre, mouvant d'une trangle ondée abaissée d'azur. |
| Blason de Saint-Samson | Détails | Les deux léopards d'or rappellent les armoiries de la Normandie. |